# Teljes termékenységi arányszám

A Föld országainak termékenységi rátája 2023-ban

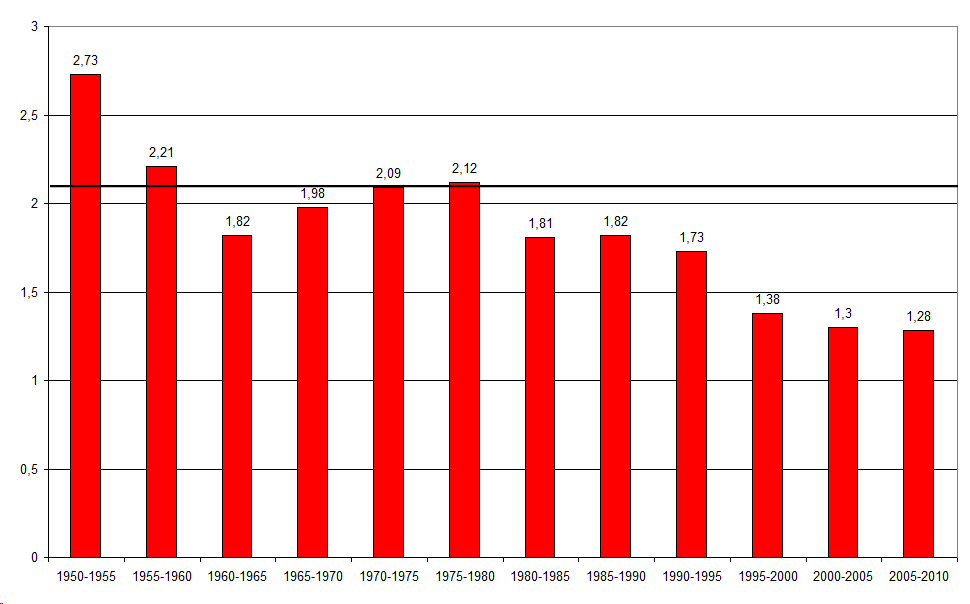
A TFR Magyarországon 1950 és 2010 között, fekete vonallal a fennmaradáshoz szükséges 2,1-es szint

A teljes termékenységi arányszám (TFR, total fertility rate) a szülőképes korú (15-49) nőkre számított hipotetikus gyermekszám, amelyet egy nő szülne élete folyamán, ha az adott életévében akkora eséllyel szülne gyereket, mint amekkora eséllyel egy azonos korú nő szült gyereket a vizsgált évben. Nem összekeverendő a nyers születési arányszámmal, ami a teljes népességre jutó születések átlaga, és a tisztított születési arányszámmal, ami a szülőképes korú női népességre jutó születések átlaga. A népesség középtávú fennmaradásához a rátának el kell érnie vagy megközelítenie a 2,1-es szintet, csak ebben az esetben biztosított a populációban a két szülő, az idő előtt elhalálozottak és a nem szaporodóképes egyének pótlása. 1,3-es érték alatt a népesség gyors ütemű fogyása valószínűsíthető, belátható időn belül bekövetkezhet teljes eltűnése, asszimilációja.

## Regionális különbségek
Magyarország termékenységi rátája 2011-ben 1,24 volt, az eddigi legalacsonyabb termékenységet Budapesten regisztrálták 2000-ben, az 1,05-os érték pontosan fele volt a fennmaradáshoz szükséges szintnek. Az emberiség történelmében az eddigi legalacsonyabb termékenységi arányszámot – 0,41 – a kínai Mandzsúriában fekvő 2,5 milliós Csiamusze (Jiamusi) városban jegyezték fel 2000-ben.
A Föld gazdaságilag legfejlettebb, civilizált térségeiben (Európa, Észak-Amerika, Kelet-Ázsia) a termékenységi ráta évtizedek óta a reprodukciós szint alatt van, főként a nagyobb fokú jólétre való törekvés és az individualista gondolkodás folytán.[forrás?] A halálozási ráta alacsonyabb, a születésszabályozás könnyebben elérhető, a gyermekek taníttatása, ruházkodása, ellátása pedig olykor jelentős összegeket emészt fel. Felsőfokú tanulmányaik miatt a fiatalok gyakran később házasodnak meg, és kevesebb idejük marad a gyerekszülésre és -nevelésre. A fejlődő országokban azonban nem nélkülözhetik a gyerekek segítségét a földeken, valamint hogy ellássák szüleiket idősebb korukban, és gondoskodjanak róluk. Ezekben az országokban a termékenységi ráta a fogamzásgátló eszközök hiánya miatt is magasabb.